# Andrena turkestana
Andrena turkestana är en biart som beskrevs av Warncke 1967. Andrena turkestana ingår i släktet sandbin, och familjen grävbin. Inga underarter finns listade i Catalogue of Life.